# Punto di goccia
Il punto di goccia, anche detto punto di gocciolamento, è la temperatura alla quale il grasso lubrificante passa dalla fase semisolida a quella semiliquida ed inizia a gocciolare. Viene determinato in sede di prova normalizzata. Trattasi di un indice qualitativo della resistenza alla temperatura, importante perché rappresenta la soglia oltre la quale perde buona parte delle sue caratteristiche, ma non esprime la massima temperatura di utilizzabilità continua; quest'ultima risulta di solito inferiore di qualche decina di gradi. Talvolta si usa il punto di gocciolamento ad ampio intervallo di temperatura che è un indice migliore dell'usufruibilità al variare della temperatura. Viene determinato anche nelle cere da petrolio e petrolato. 

In media per un buon grasso si colloca fra i 100 e i 150 °C, ma può arrivare a valori superiori nel caso di grassi specifici per le alte temperature.